# Eddy Munyaneza
Eddy Munyaneza es un cineasta burundés. Considerado uno de los cineastas más prometedores de su país, es notable como director de los documentales Le troisième vide y Lendemains incertains. Además de la realización cinematográfica, también es escritor, productor y editor.

## Biografía
Nació el 24 de octubre de 1981 en un pequeño pueblo cercano a la ciudad de Gitega en Burundi. Completó una maestría en cine en Saint-Louis, Senegal.

## Carrera profesional
En 2004 tuvo la oportunidad de trabajar con una empresa llamada 'Menya Média' donde se formó en producción audiovisual. En 2009, participó como maquinista en el cortometraje Na Wewe, dirigido por Ivan Goldschmidt. La película fue posteriormente nominada a los Oscar en 2011.
En 2010, lanzó su primer largometraje documental Histoire d'une haine manquée, la historia de cómo los tutsi fueron salvados por sus vecinos hutus durante el genocidio de Burundi en 1993. La película ganó varios premios en el Festival International du Cinéma et de l'Audiovisuel du Burundi (FESTICAB). Ese mismo año recibió el Premio Prix Spécial de Derechos Humanos en el Festival Panafricano de Cine y Televisión de Uagadugú (FESPACO) y fue honrado con un Certificado de Mérito por el presidente de Burundi, Pierre Nkurunziza, en Kirundo. Sin embargo, criticó al presidente Nkurunziza por su controvertida candidatura a un tercer mandato.
En 2016 estrenó su segundo documental, Le troisième vide. Incluía grabaciones de los violentos disturbios de la crisis de dos años del gobierno de Nkurunziza, donde entre 500 y 2.000 personas fueron torturadas y asesinadas, y 400.000 fueron exiliadas. Después de estrenar la película, recibió llamadas anónimas con amenazas de muerte. Por lo tanto, huyó del país a finales de 2016 y se separó de su esposa y sus tres hijos. Sin embargo, regresó a Burundi en julio de 2016 y en abril de 2017 para obtener imágenes adicionales de Le troisième vide. Más adelante en el año, la película recibió el premio al Mejor Documental en el premio anual Guido Huysmans Young African Film Makers Award.
En 2018, realizó el documental Lendemains Incertains que trata sobre historias brutales de burundeses que permanecieron o huyeron del país durante la crisis política de junio de 2015. Se estrenó en Bruselas, Bélgica y recibió reseñas positivas de la crítica. Se proyectó en festivales de cine internacionales como el Festival de Cine Africano (FCAT) en España, Afrika Filmfestival en Bélgica y el Festival Internacional de Cine y Foro de Derechos Humanos en Ginebra. La película ganó el premio al Mejor Documental en el African Movie Academy Award 2018.

## Filmografía
| Año  | Película                     | Papel                         | Género     | Ref. |
| ---- | ---------------------------- | ----------------------------- | ---------- | ---- |
| 2010 | Histoire d'une haine manquée | Director, productor, escritor | Documental |      |
| 2016 | Le troisième vide            | Director, productor, escritor | Documental |      |
| 2018 | Lendemains inciertas         | Director, productor, escritor | Documental |      |